# Mercedes-Benz Classe CLS (Type 218)
 (avril 2023).
La mise en forme du texte ne suit pas les recommandations de Wikipédia : il faut le « wikifier ».
Les points d'amélioration suivants sont les cas les plus fréquents :
- Les titres sont pré-formatés par le logiciel. Ils ne sont ni en capitales, ni en gras.
- Le texte ne doit pas être écrit en capitales (les noms de famille non plus), ni en gras, ni en italique, ni en « petit »…
- Le gras n'est utilisé que pour surligner le titre de l'article dans l'introduction, une seule fois.
- L'italique est rarement utilisé : mots en langue étrangère, titres d'œuvres, noms de bateaux, etc.
- Les citations ne sont pas en italique mais en corps de texte normal. Elles sont entourées par des guillemets français : « et ».
- Les listes à puces sont à éviter, des paragraphes rédigés étant largement préférés. Les tableaux sont à réserver à la présentation de données structurées (résultats, etc.).
- Les appels de note de bas de page (petits chiffres en exposant, introduits par l'outil «  Source ») sont à placer entre la fin de phrase et le point final[comme ça].
- Les liens internes (vers d'autres articles de Wikipédia) sont à choisir avec parcimonie. Créez des liens vers des articles approfondissant le sujet. Les termes génériques sans rapport avec le sujet sont à éviter, ainsi que les répétitions de liens vers un même terme.
- Les liens externes sont à placer uniquement dans une section « Liens externes », à la fin de l'article. Ces liens sont à choisir avec parcimonie suivant les règles définies. Si un lien sert de source à l'article, son insertion dans le texte est à faire par les notes de bas de page.
- La présentation des références doit suivre les conventions bibliographiques. Il est recommandé d'utiliser les modèles {{Ouvrage}}, {{Chapitre}}, {{Article}}, {{Lien web}} et/ou {{Bibliographie}}. Le mode d'édition visuel peut mettre en forme automatiquement les références.
- Insérer une infobox (cadre d'informations à droite) n'est pas obligatoire pour parachever la mise en page.

Pour une aide détaillée, merci de consulter Aide:Wikification.
Si vous pensez que ces points ont été résolus, vous pouvez retirer ce bandeau et améliorer la mise en forme d'un autre article.
La Mercedes-Benz Type 218 désigne la deuxième génération de la CLS du constructeur automobile allemand Mercedes-Benz. Le modèle était proposé en deux variantes, soit en tant que "coupé quatre portes", soit en tant que "break de chasse" cinq portes. Les deux variantes sont basées sur la plate-forme de la Classe E (Type 212) et sont situées dans la catégorie des luxueuses en dessous de la Classe S.
Le modèle quatre portes (C 218) a été commercialisé à partir du 29 janvier 2011. La voiture a été présentée pour la première fois au Mondial de l'Automobile de Paris en 2010.
Le 6 octobre 2012, la Classe CLS a été complétée par un soi-disant break de chasse cinq portes, qui est vendu comme un break coupé. En interne, ce modèle, unique dans sa catégorie, est dénommé X 218.
En septembre 2014, la CLS et le CLS Shooting Brake sont apparus sous une forme révisée.
Le prix d'entrée de gamme au lancement sur le marché était de 59 857 euros pour la CLS 250 CDI BlueEFFICIENCY et de 61 761 euros pour le modèle Shooting Brake correspondant.

## Conception

### Extérieur
Le design de la première génération a été conservé dans la deuxième génération de la CLS. La Type 218, par exemple, a un long capot, des graphiques de fenêtre étroits et des vitres latérales sans cadre. Le toit est aplati, comme c'est typique sur les coupés, et les extrémités arrière sont légèrement inclinées. La conception de l'avant est basée sur celle de la SLS AMG. La calandre n'est plus optiquement intégrée dans le capot, mais conçue séparément. La ligne latérale est caractérisée d'une part par le bord structurel au-dessus de l'aile avant incliné vers l'arrière et d'autre part par le renflement sur l'essieu arrière, que Mercedes-Benz appelle le muscle de l'épaule. La transition vers l'arrière est fluide grâce aux larges feux arrière en forme d'amande. L'arrière est légèrement arqué et légèrement incliné. Contrairement au coupé, le Shooting Brake a un coffre avec un grand hayon.
Avec le lifting en septembre 2014, le design extérieur n'a été que légèrement modifié. Désormais, tous les modèles ont une calandre en diamant et des prises d'air plus grandes dans le pare-chocs avant. Les feux arrière ont été légèrement assombris.

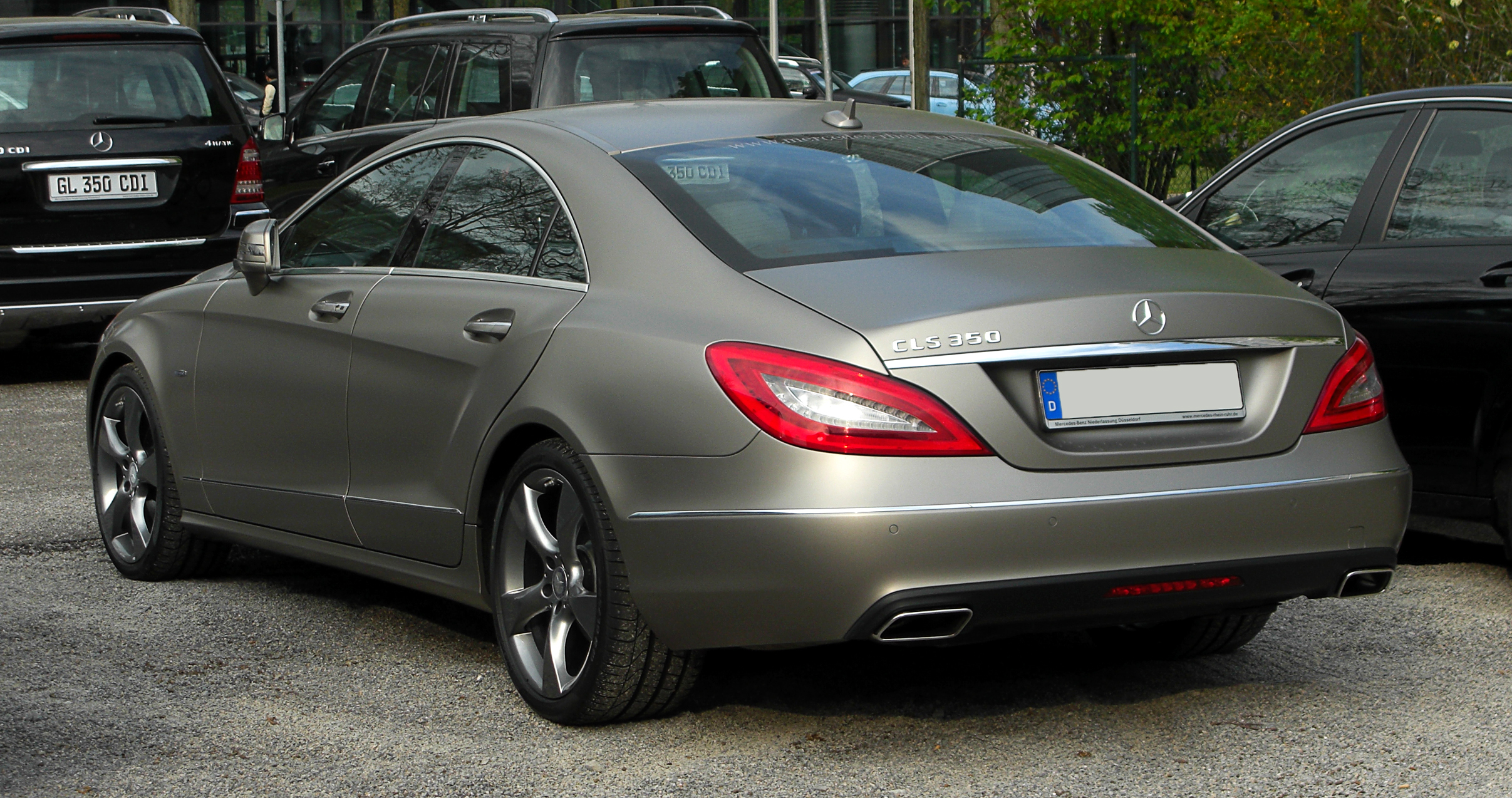
Vue arrière
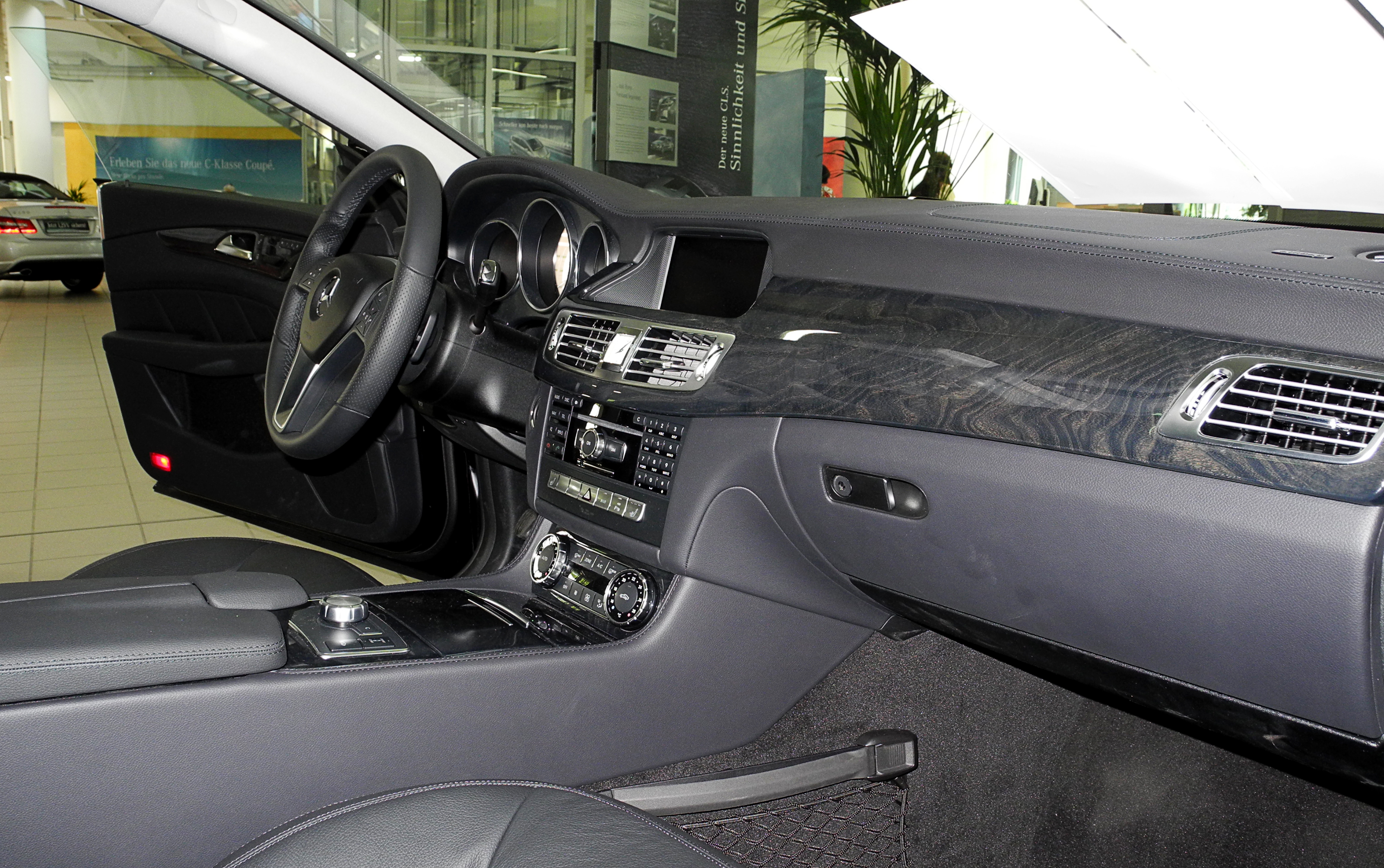
Tableau de bord
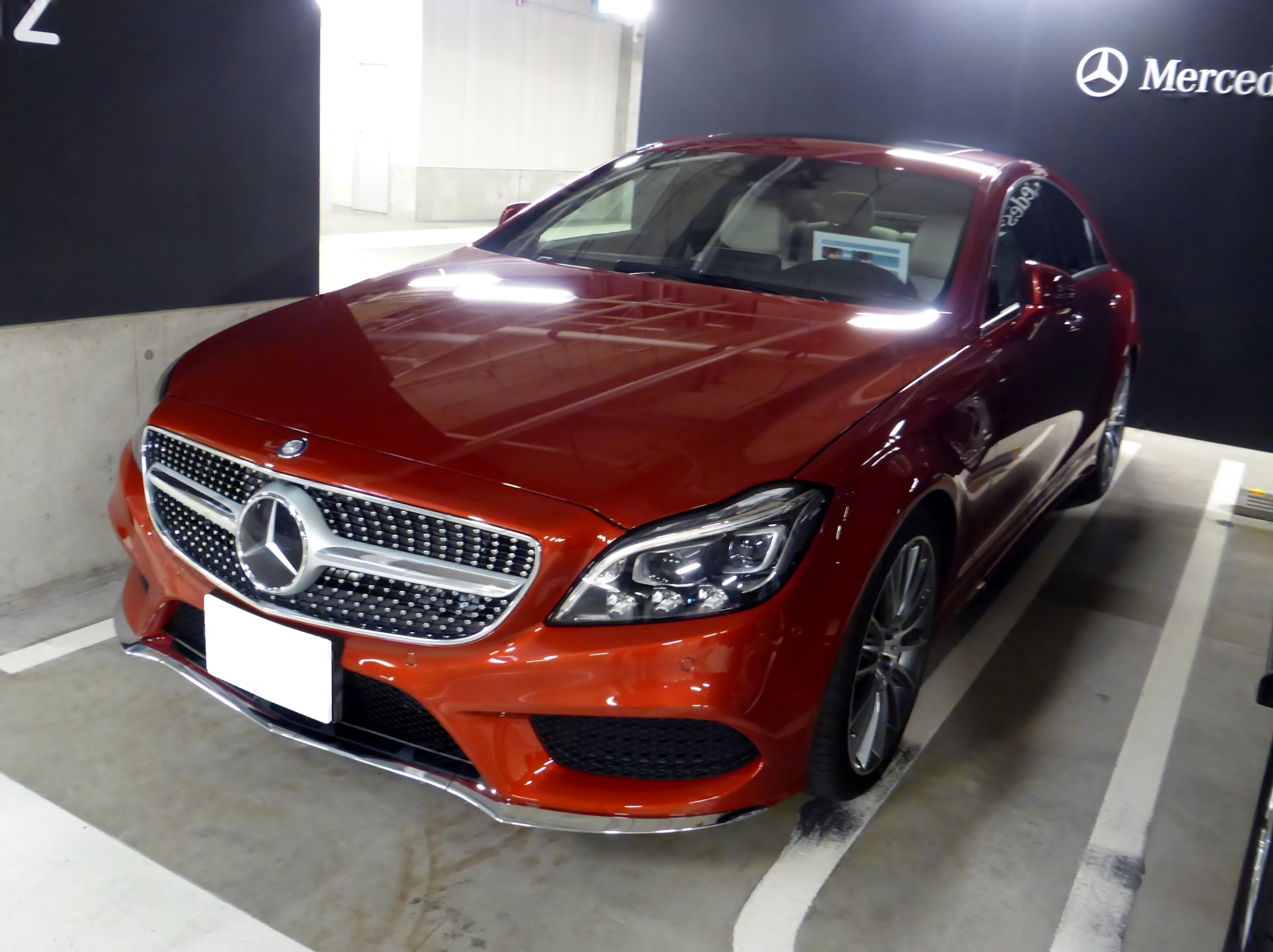
Mercedes-Benz CLS 500[5] (2014–2018)
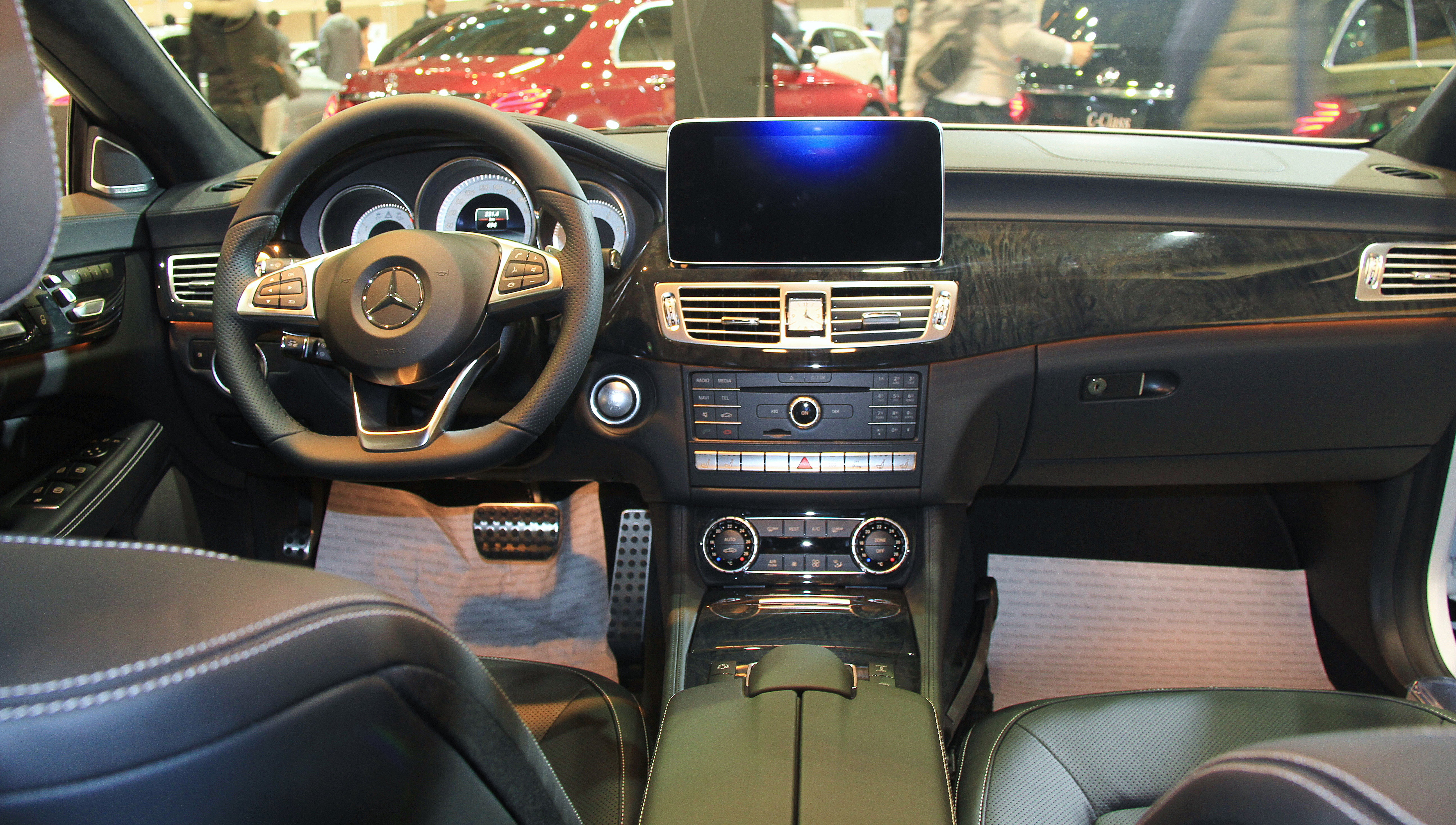
Tableau de bord (2014–2018)

### Intérieur
À l'intérieur, une ligne haute relie la porte du conducteur au tableau de bord jusqu'à la porte du passager avant. L'affichage central est désormais intégré dans la partie supérieure du tableau de bord. La deuxième génération reçoit également un nouveau volant; Une autre caractéristique est l'horloge analogique entre les bouches d'aération, reprise de la Classe S. Le compteur de vitesse fait partie des trois instruments ronds encastrés. Le bouton central rotatif et poussoir est important pour le contrôle. Des éléments décoratifs à grande échelle ont été harmonieusement intégrés dans la conception globale de l'intérieur. Le levier DIRECT SELECT à droite de la colonne de direction fait de la place pour un plus grand compartiment de rangement dans la console centrale avant. Au total, cinq couleurs intérieures sont disponibles, y compris des concepts d'intérieur bicolores. L'habitacle et les sièges avant sont presque identiques dans le coupé et le Shooting Brake. Les différences sont particulièrement évidentes à l'arrière et dans la zone de chargement. Le Shooting Brake offre ici plus d'espace et au lieu d'un système de banquette arrière à deux places comme dans le coupé, trois passagers peuvent être logés à l'arrière. Conformément à l'arrière plus volumineux, le coffre est nettement plus grand; le volume de chargement est compris entre 590 et 1 550 litres.
Avec le lifting, l'intérieur a été légèrement révisé. Un volant modifié et un écran de huit pouces désormais autonome sont nouveaux.

## Équipements et finitions

### Équipement standard
La CLS a de série l'antipatinage, le système anti-blocage des roues, l'assistance au freinage d'urgence, le correcteur électronique de trajectoire, la transmission automatique à 7 rapports, appui-tête actifs en cas de collision et airbag de genoux pour le conducteur et le châssis Agility Control avec système d'amortissement sélectif. Ce système adapte automatiquement les amortisseurs aux conditions routières actuelles. Il y a aussi la direction Agility Control avec colonne de direction de sécurité, réglable en hauteur et en longueur. La climatisation automatique 2 zones Thermatic est également de série. De plus, ce modèle est équipé d'un feu stop et de clignotants adaptatif provenant système de freinage appelé Adaptive Brake par Daimler. De même, l'assistant de feux de route, le système de protection des occupants Pre-Safe, les phares au design bi-xénon avec réglage de la portée des phares (jusqu'en août 2014), les phares entièrement à LED (à partir de septembre 2014), les feux latéraux à LED, les clignotants à LED et feux arrière à LED, les feux diurnes et un régulateur de vitesse avec limiteur de vitesse variable Speedtronic avec intervention de freinage sont de série.
Il y a aussi la radio Audio 20 CD avec lecteur CD/DVD. L'écran couleur a une diagonale de 14,7 centimètres (jusqu'en août 2014), 20,3 centimètres (à partir de septembre 2014), et une interface Bluetooth avec fonction mains libres, un connecteur d'entrée auxiliaire (dans la console centrale), un clavier téléphonique et huit haut-parleurs. L'Audio 20 CD est commandé via un contrôleur sur la console centrale.
L'équipement de série comprend également le volant à trois branches en cuir Nappa multifonction avec inserts perforés et fermoir chromé argenté, une sellerie partiellement en cuir et un levier de vitesses/sélecteur en cuir Nappa. Toutes les vitres sont calorifuges. Peuplier, broussin, frêne ou tilia (depuis septembre 2014) sont disponibles comme éléments décoratifs.

### Équipement de série supplémentaire dans le Shooting Brake
L'équipement de série du Shooting Brake correspond pour l'essentiel à celui du coupé, mais avec quelques modifications. Le hayon peut être ouvert et fermé électriquement (hayon EASY-PACK) et les dossiers des sièges arrière peuvent être rabattus depuis le coffre à l'aide d'un levier (EASY-PACK Quickfold). Il y a aussi un couvercle de compartiment de chargement amovible, des airbags de fenêtre à l'arrière, une banquette arrière avec trois sièges et un accoudoir, un contrôle de niveau sur l'essieu arrière, un filet à bagages dans le coffre et éclairage du coffre à bagages étendu de série dans le Shooting Brake.

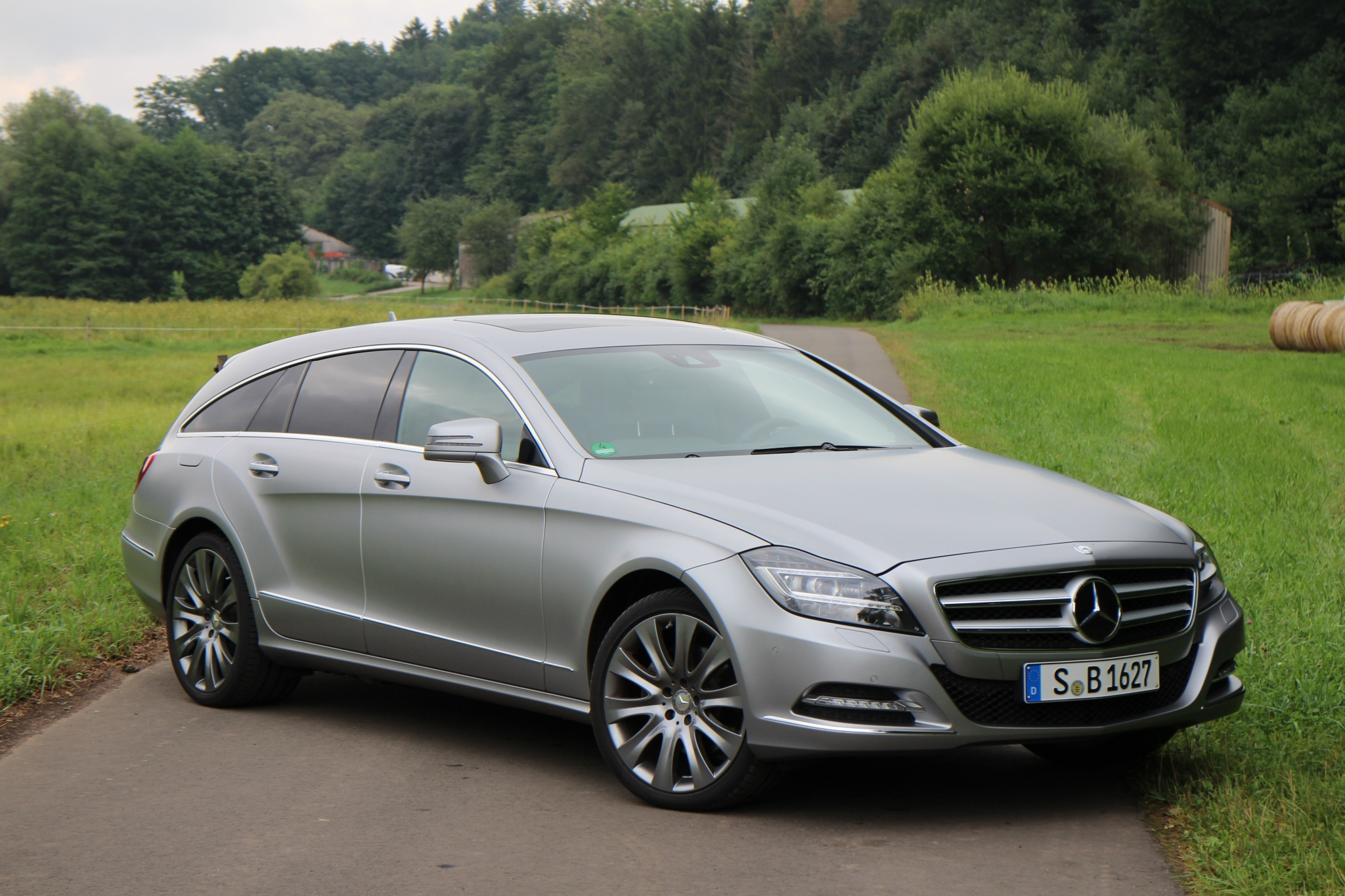
CLS 250 CDI Shooting Brake (2012–2014)
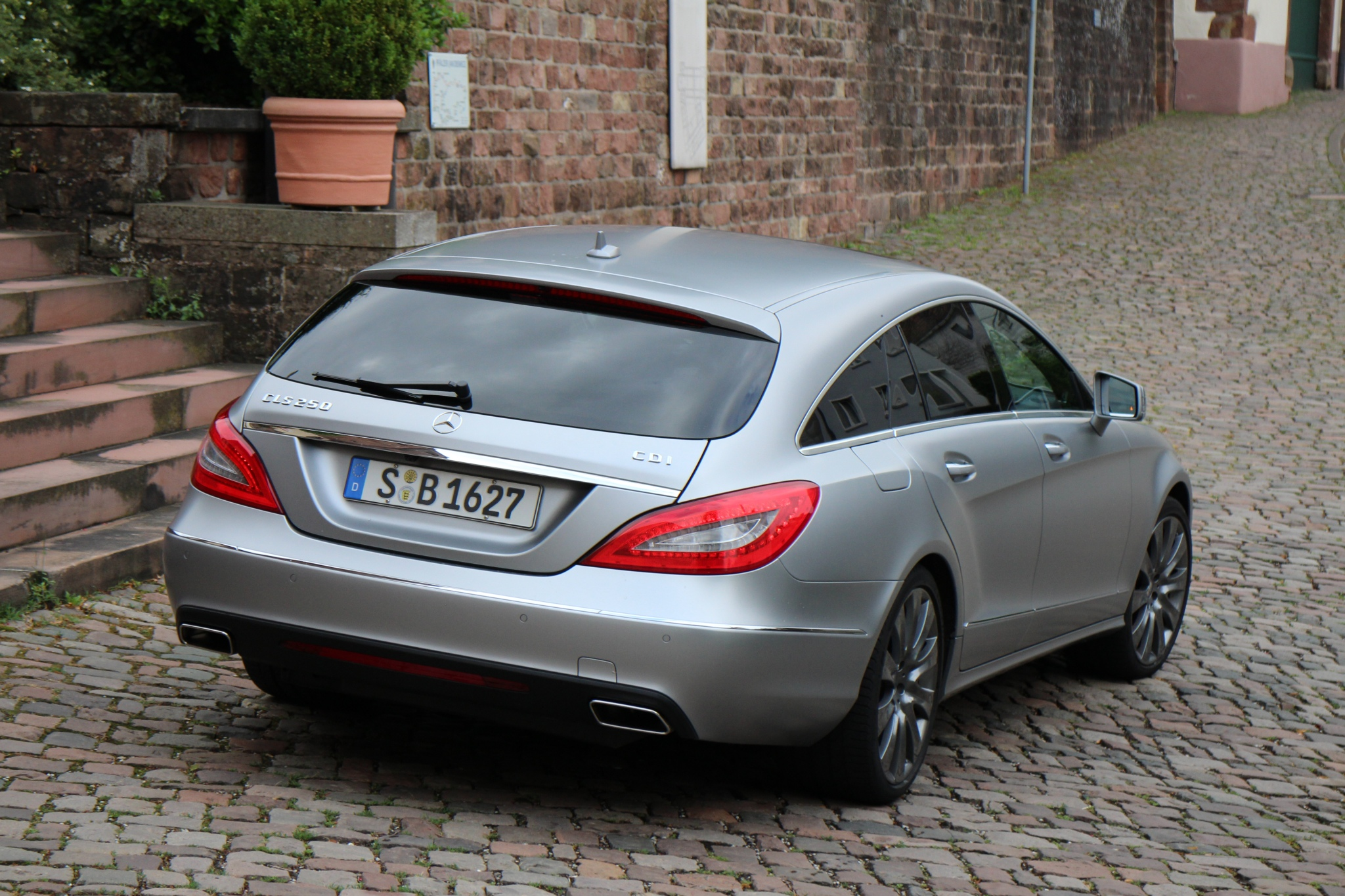
Vue arrière

### Équipement spécial
L'équipement spécial comprend la suspension pneumatique à deux chambres Airmatic, le radar de régulation de distance Distronic Plus, le système d'éclairage à LED intelligent, qui comprend les phares à LED hautes performances, y compris le système d'éclairage intelligent et l'assistant de feux de route adaptatif, un assistant de vision nocturne et l'aide active au stationnement, y compris Parktronic. Le système de verrouillage sans clé Keyless Go est également disponible sur demande. Il est également possible de choisir entre deux systèmes de radionavigation. Le système de navigation cartographique Audio 50 APS (jusqu'en mars 2012)/Becker Map Pilot (depuis avril 2012) est équipé d'un lecteur CD/DVD et d'un clavier téléphonique. La carte est affichée en 2D. Le système multimédia Comand APS (jusqu'en juillet 2011) et le successeur amélioré Comand Online (à partir de juillet 2011) incluent de série la commande vocale Linguatronic. L'écran affiche ici une diagonale de 17,8 (jusqu'en août 2014)/20,3 (depuis septembre 2014) centimètres. De plus, le système de son surround Harman Kardon Logic 7 avec 14 haut-parleurs, une puissance de 610 watts et un tuner TV sont proposés. Le Bang & Olufsen BeoSound AMG avec 1 400 watts, 14 haut-parleurs, 2 lentilles acoustiques dans les triangles de miroir et une technologie d'amplification très efficace est disponible en tant que système audio haut de gamme. De plus, la climatisation automatique Thermotronic à 3 zones, divers revêtements en cuir et le chauffage des sièges à l'avant et à l'arrière figurent dans la liste de prix. La climatisation des sièges avec ventilation n'est disponible que pour les sièges avant. Vous avez le choix parmi une large gamme d'éléments décoratifs.

### Équipement spécial supplémentaire dans le Shooting Brake
Le plancher de chargement en bois designo est disponible pour le Shooting Brake en plus des équipements optionnels familiers du coupé. Il est fabriqué à partir de bois de cerisier américain à pores ouverts avec des incrustations d'aluminium. Un tel plancher de chargement en bois est actuellement unique sur le marché. Des rails en aluminium design et le kit de fixation du système Easy Pack peuvent également être commandés pour une meilleure sécurisation du chargement. De plus, des jantes en alliage encore plus différentes ont été ajoutées au programme du Shooting Brake.

### Finition Exklusiv
La finition Exklusiv comprend un éclairage ambiant avec trois ambiances lumineuses différentes (lumière blanche, orange, bleue), une conception de siège différente, des tapis de sol en cuir Nubuk et la sellerie cuir PASSION Exklusiv. Cette finition est complétée par un pavillon en Alcantara décliné en trois teintes différentes (noir, gris ou beige selon la couleur intérieure) et la console centrale, les accoudoirs, les panneaux de porte centraux, les appuie-tête, la partie supérieure du tableau de bord et la ligne de fenêtre tous recouverts de cuir nappa.

### Finition sport Exterieur
En plus d'un châssis avec un réglage plus sportif, la finition sport Exterieur dispose également d'amortisseurs optimisés, de garnitures d'échappement trapézoïdales chromées, d'un insert noir mat sur le pare-chocs arrière et de deux jantes alliage à 5 branches au choix dans les dimensions 255/40 R 18 à l'avant et 285/35 R 18 à l'arrière ou 255/35 R 19 à l'avant et 285/30 R 19 à l'arrière. Des jantes en alliage léger anthracite peuvent également être montées sur demande.

### Finition sport AMG

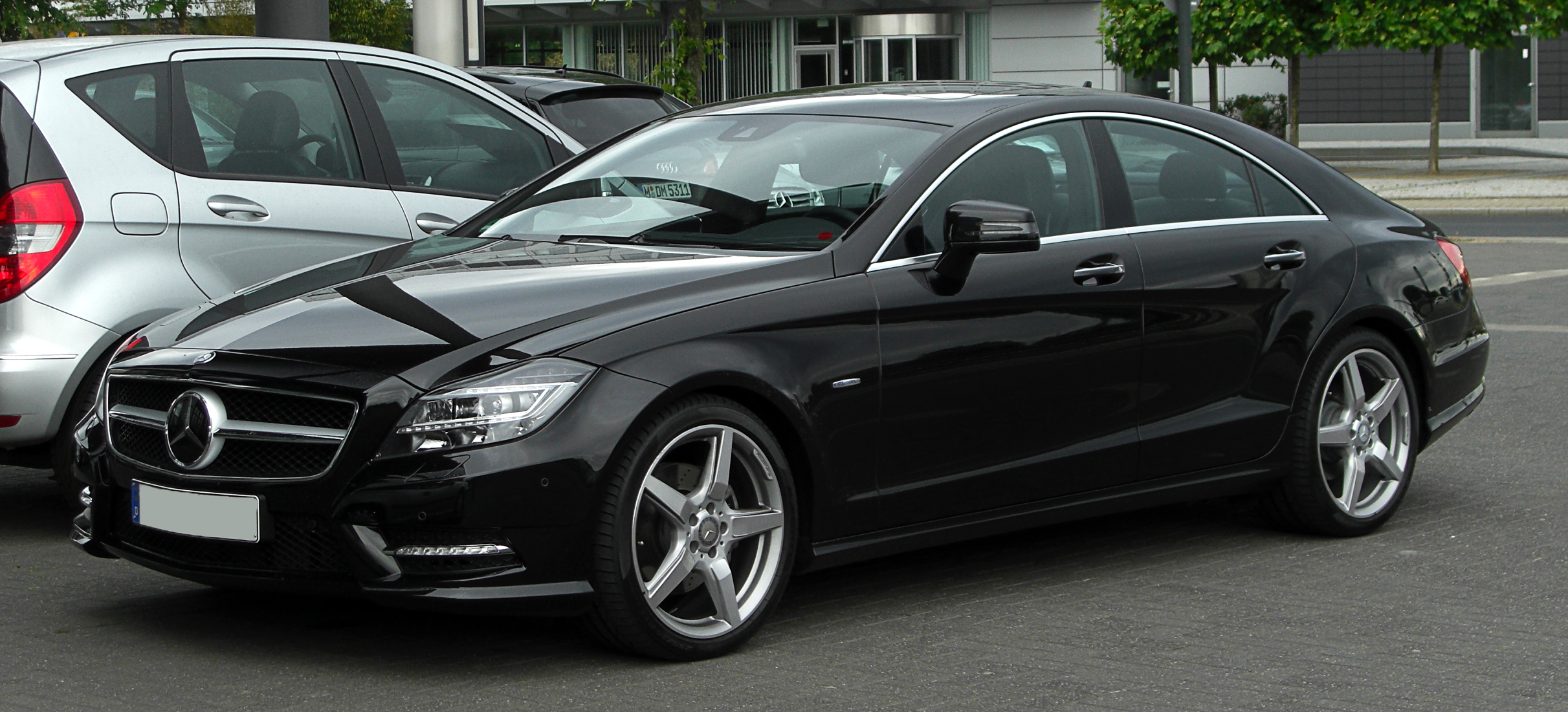
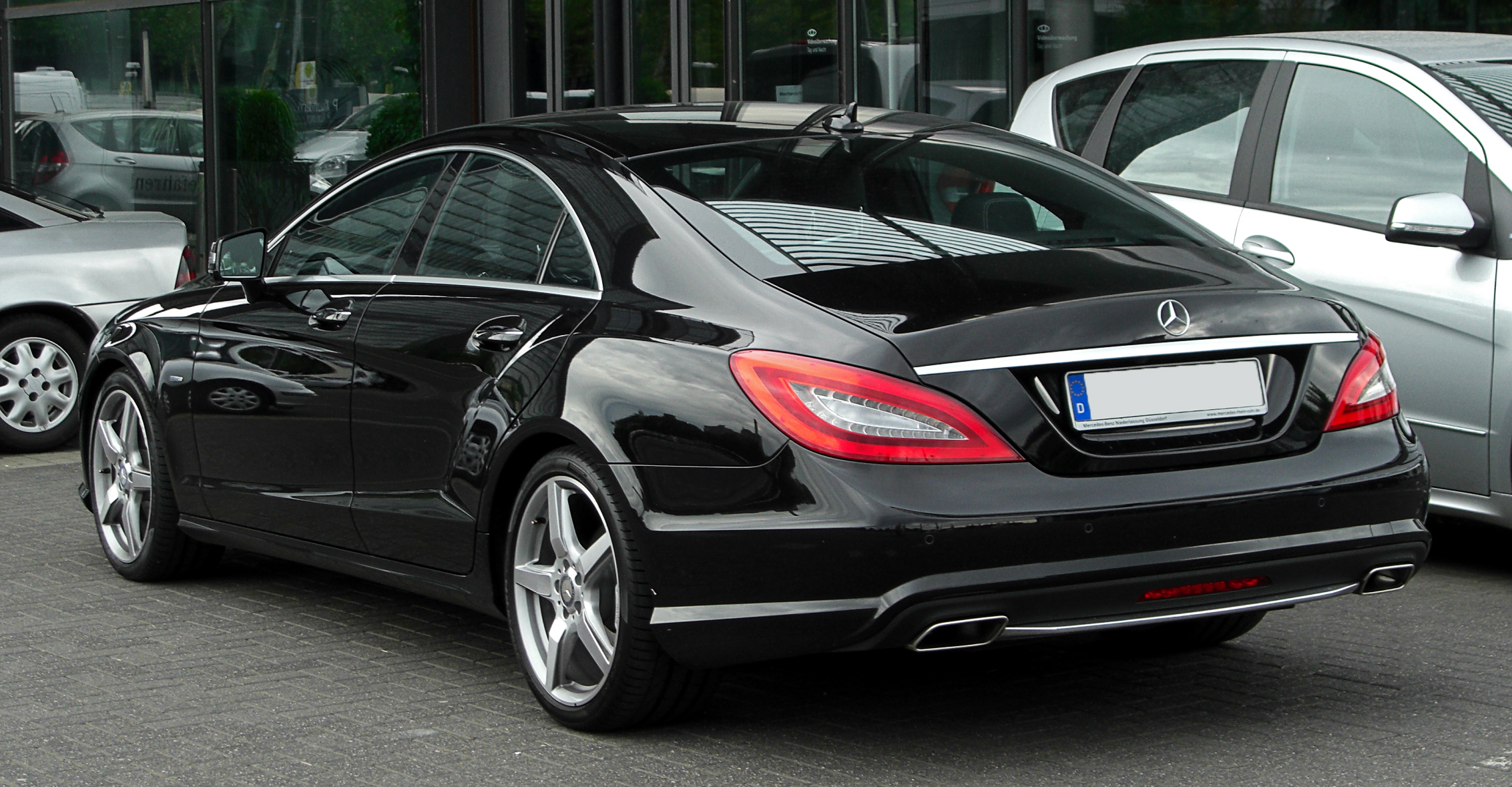
CLS 500 BlueEFFICIENCY avec finition sport AMG (2011-2014)

La finition sport AMG est une extension de la finition sport Exterieur. L'intérieur est doté d'un volant sport plat multifonction à 3 branches en cuir Nappa. Il se décline en Schwarz ou en Mandelbeige. Ici, vous pouvez changer de vitesse à l'aide des palettes de changement de vitesse sur le volant. Cette finition comprend également des tapis de sol AMG, un pédalier sport en acier inoxydable brossé avec boutons en caoutchouc et surpiqûres décoratives grises sur les places avant et arrière, sur les appuie-tête, sur les accoudoirs des portes et sur la console centrale. À l'extérieur, la finition sport AMG est reconnaissable aux tabliers avant et arrière de style AMG, aux garnitures d'échappement en chrome, aux jantes alliage AMG et à la calandre avec une lamelle peinte en chrome/argent. La finition est complétée par un châssis plus sportif (pas en liaison avec la suspension pneumatique AIRMATIC).

### Modèle spécial Prime Edition
La finition exclusive Prime Edition était disponible en option lors du lancement sur le marché, avec une finition mate en Manganit Grau Magno, un cuir Cortecchia Pearl Designo et un ciel de toit en tissu noir Designo. Les garnitures sont disponibles en frêne noir ou en peuplier brun clair, finition satinée. Le modèle coupé pouvait être commandé jusqu'à fin mars 2012, et il a toujours été disponible pour le Shooting Brake. Pour l'extérieur, elle propose une finition de peinture extérieure mate en Designo Alanitgrau Magno (certaines finitions de peinture standard sont également disponibles en option). À l'intérieur, la sellerie est en cuir Designo Platinweiß (également en cuir noir Passion en option), les éléments décoratifs en frêne noir (en option également en laque noire Piano), les pédales sport en acier inoxydable brossé, les tapis de sol avec l'inscription « EDITION1 » et le ciel de toit proposé en noir.

## Nouveautés

### Phares LED High Performance

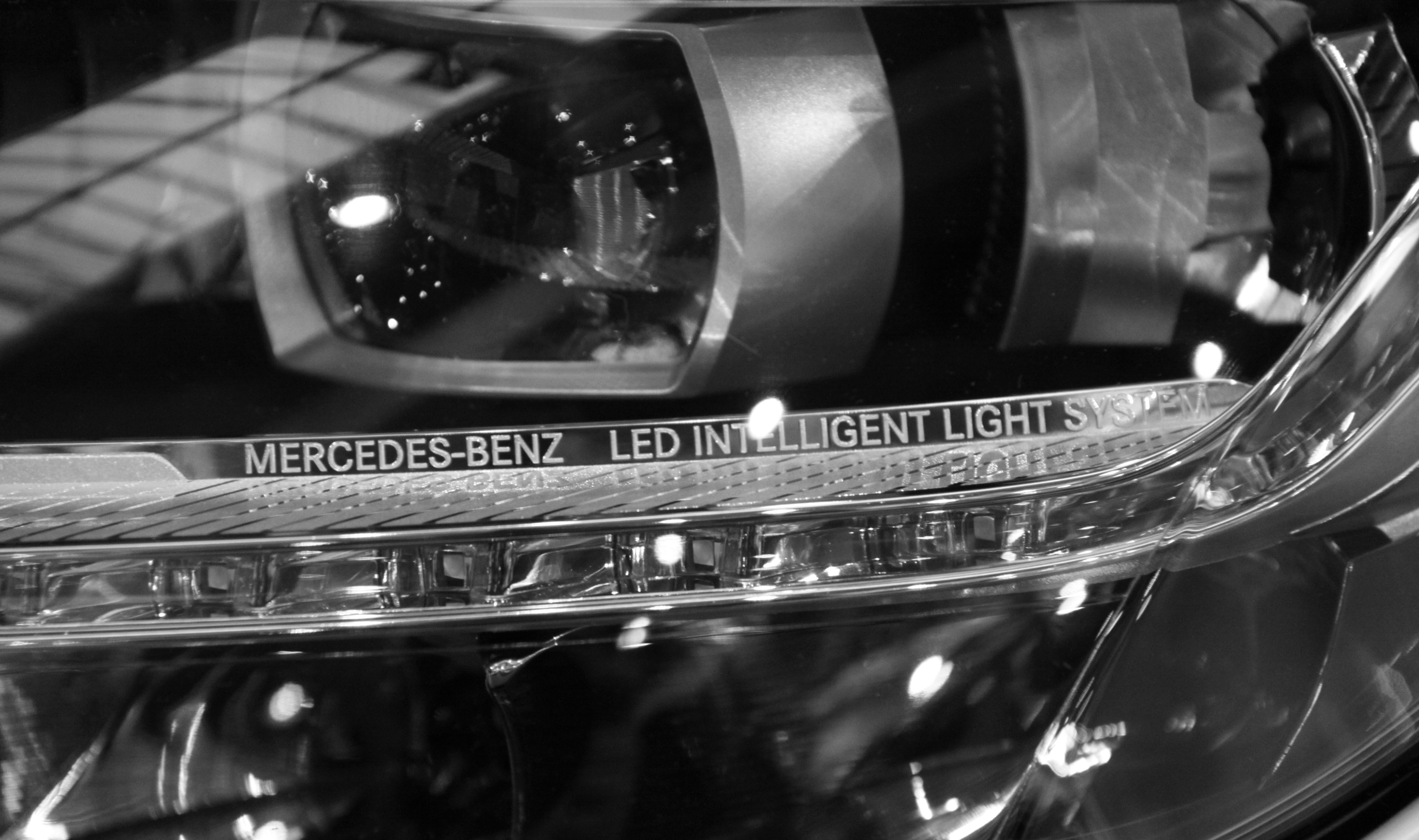
Phares de la Mercedes CLS avec gravure Intelligent Light System

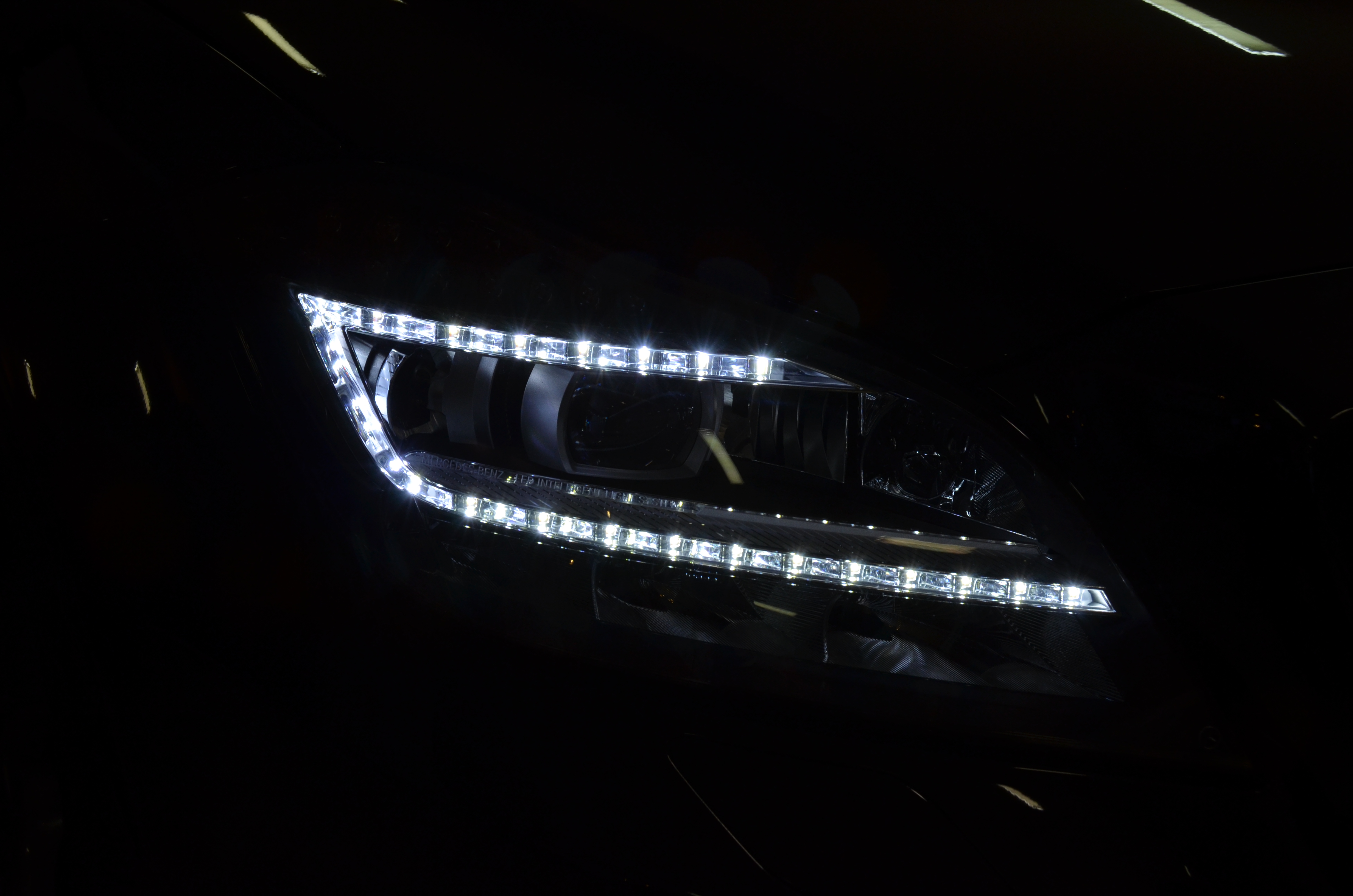
Graphique lumineux des phares à LED la nuit

Les phares LED High Performance, également appelés phares full LED, sont les premiers phares au monde à offrir toutes les fonctions d'éclairage dynamique avec la technologie LED. Un total de 71 diodes électroluminescentes sont installées dans chaque phare. Ces projecteurs contiennent un système d'éclairage intelligent, qui combine cinq fonctions d'éclairage - "feu de route de campagne", "feu d'autoroute", "feu de brouillard étendu", "feu de virage actif" et "feu de virage" - qui sont adaptés aux conditions de conduite ou aux conditions météorologiques typiques. De plus, l'assistant de feux de route adaptatif, avec sa portée de phare adaptative et ses changements de lumière doux, pouvait également être installé. Jusqu'au lifting, ces phares étaient disponibles en option. Depuis lors, ceux-ci étaient installés en standard.

### Multibeam LED
Multibeam LED est une nouvelle technologie de phare qui était disponible en option depuis le lifting de septembre 2014. Un phare se compose de 36 modules LED haute résolution, dont 24 peuvent être contrôlés séparément, de sorte que la route peut être éclairée de manière entièrement automatique et avec une répartition et une portée lumineuse nettement améliorées, sans éblouir le trafic venant en sens inverse. Les phares sont contrôlés par une caméra montée derrière le pare-brise. Au total, quatre unités de commande scannent l'image lumineuse 100 fois par seconde. Cela permet au feu de virage actif de fonctionner avec de la prévoyance. Le soi-disant feu de rond-point est nouveau, qui peut utiliser les données fournies par l'appareil de navigation pour reconnaître les ronds-points et ajuster le cône de lumière en conséquence.

### Magic Sky Control
Après la SLK (R 172), le Magic Sky Control de Mercedes-Benz devait également être disponible dans la nouvelle CLS. Cependant, la décision a été retirée par la suite. Il s'agit d'un toit en verre commutable qui n'était auparavant connu que dans les Maybach. La différence avec les toits en verre normaux est que le Magic Sky Control maintient la chaleur et les rayons du soleil hors de l'intérieur; Vous pouvez également l'assombrir ou l'éclaircir de manière variable. Lorsqu'il est allumé, la température de l'habitacle ainsi que des accoudoirs peut être réglée jusqu'à 10 degrés Celsius inférieure à celle du verre vert conventionnel. Le toit fonctionne selon la physique d'un condensateur à plaques : lorsqu'une tension électrique est appliquée à la structure du verre, les particules de la structure du verre s'alignent de manière que la lumière puisse pénétrer dans la vitre. En revanche, si la tension est coupée, les particules restent aléatoirement alignées. Cela bloque partiellement la lumière et la vitre reste sombre. En conséquence, l'intérieur chauffe moins et la climatisation est soulagée lorsque le toit est éteint.

## Récompense
Début 2011, la CLS a reçu le certificat environnemental de TÜV Süd, qui certifie que cette voiture a moins d'impact sur l'environnement que des produits comparables, tout au long de son cycle de vie - de la production au recyclage en passant par l'utilisation quotidienne. Environ 30 % d'émissions de CO2 en moins sont émises par rapport au modèle précédent. 40 000 processus individuels ont été utilisés pour déterminer cet équilibre; C'est ainsi qu'est né le profil écologique. Tous les processus pertinents pour l'environnement ont été examinés, du développement à la production et de l'utilisation jusqu'au recyclage. Par exemple, un grand nombre de composants recyclés et de matériaux naturels fabriqués à partir de matières premières renouvelables sont installés dans la CLS. De plus, la CLS de 2011 respecte le taux de recyclage de 95% au poids qui est obligatoire à partir du 1er janvier 2015.

## Nombre d'unités
Au cours de la première année, 2011, 32 533 véhicules ont été vendus. L'année suivante, 2012, 36 825 véhicules ont été livrés dans le monde.

## Perspectives
Il était prévu que l'Europe serait le plus grand marché pour la CLS. 46 % des véhicules vendus dans le monde, soit une CLS sur deux, y étaient vendus Le lancement sur le marché nord-américain avait eu lieu en mai de la même année.